# ميريل أنجر
ميريل فريدريك أنجر (بالإنجليزية: Merrill Unger)‏ (1909-1980) وهو معلق وباحث وعالم لاهوت مختص بالكتاب المقدس. حصل على درجة البكالوريوس ودرجة الدكتوراة من جامعة جونز هوبكنز، وله ماجستير ودكتوراه في اللاهوت من معهد دالاس اللاهوتي. بعد أن شغل منصب قسيس في العديد من الكنائس، درَّس أنجر لمدة عام في كلية غوردون على مدى السنوات ال 19 اللاحقة حتى عام 1967 -حيث أصبح أستاذا فخريا-، كان أنجر أستاذا لدراسات العهد القديم في معهد دالاس اللاهوتي. وكان أنجر كاتبا مثمرا فقد كتب نحو 40 كتابا وكثير منها استقبلوا استقبالا حسنا في الكليات والمعاهد الدينية المسيحية. أنجر أيضا عالم آثار توراتي معروف.